# Touama
Touama est une commune rurale de la province d'Al Haouz, dans la région de Marrakech-Safi, au Maroc. Elle ne dispose pas de centre urbain mais a pour chef-lieu un village du même nom.
La commune rurale de Touama est le chef-lieu du caïdat éponyme, lui-même situé au sein du cercle de Touama. 

## Historique
La commune de Touama créée en 1959, fait partie des 801 premières communes formées lors du premier découpage communal qu'a connu le Maroc. Elle se trouvait dans la province de Marrakech, précisément dans le cercle des Aït Ourir.

## Démographie
Elle a connu, de 1994 à 2004 (années des derniers recensements), une hausse de population, passant de 11 057 à 11 458 habitants.